# 橘上
橘 上（たちばな じょう、1984年 - ）は、日本の詩人、ミュージシャン。千葉県出身。

## 来歴
1999年頃より詩作を開始。
2003年、バンド「うるせぇよ。」を結成、ヴォーカルを担当。ポエトリーリーディングも始める。
学生時代、現代詩手帖に初めて投稿した「田中謝れよ」が掲載される。 以来、投稿欄の常連となる。
2006年、日本大学芸術学部文芸学科卒業。うみのてのギター高野P介、ぐしゃ人間のギタリスト・亀、女優の内田慈と同期。
2007年、第一詩集「複雑骨折」（思潮社）刊行。阿部嘉昭をして「面白い詩人が現れた」と言わしめた。同作は2018年に大岩雄典からと批評を受けた。
2008年より永澤康太、吉原洋一とリーディングユニット「サンズイ」結成。2014年まで29回の公演を行う（零回公演を含む）。2009年より詩の同人会「六本木詩人会」に参加。2010年、劇映画『FOR YOU』（佐藤健人監督）に主演。
2011年、第二詩集「ＹＥＳ （ｏｒ ＹＥＳ）」（思潮社）刊行。
2013年、スロヴェニアの詩祭、「Festival Dnevi poezije in vina（詩とワインの日々）」に、リーディングで参加。美術家の田中功起によるプロジェクト「a poem written by 5 poets at once (first attempt)」に参加。管啓次郎、三角みづ紀、斉藤倫、柏木麻里と共同で詩を制作する模様をとらえたビデオ作品。
2014年、電子書籍詩集「かなしみ」（マイナビ）刊行。2015年、山田亮太、カニエ・ナハとのユニット「TiP!」による電子書籍詩集「TiP!の真剣交換日記」(マイナビ)刊行。そのうちの一篇を伊藤浩子に批評される。2016年、第三詩集「うみのはなし」（私家版）刊行。
2017年、6月24日に即興リーディング／本を読まない朗読会「NO TEXT」をライヴ配信。 60分ほど即興朗読を繰り広げる。以降、年数回のペースで公演を行う。。

## 代表的な詩
- 屋上（2004年）-第39回詩人会議新人賞・詩部門佳作
- 花子かわいいよ-第一詩集「複雑骨折」所収
- あめりか-第二詩集「ＹＥＳ （ｏｒ ＹＥＳ）」所収
- あなたがすきですだいすきです-第二詩集「ＹＥＳ （ｏｒ ＹＥＳ）」所収
- あなたが好きです大好きです
- 丹下式ダイエット（2010年）-自身の主演映画『FOR YOU』の為に書き下ろしたもの。
- 金子鉄夫
- 決別（2011年）-「文學界」2011年11月号巻頭詩

## 詩プロジェクト
- 料金完全後払い制リーディングライブ 「￥橘上」
- 単独リーディングライブ「橘上￥１３３５」
- トルタバトン企画番組「橘上24時間TV」

## 詩以外の作品
- 映画『FOR YOU』（2010年、佐藤健人監督）−主演。